# Csergőzávod
Csergőzávod (1899-ig Zavadka, szlovákul: Zavadka) Gellért településrésze, korábban önálló község Szlovákiában, az Eperjesi kerület Eperjesi járásában.

## Fekvése
Eperjestől 19 km-re északra, Gellért központjától 2 km-re északnyugatra fekszik.

## Története
A 18. század végén Vályi András így ír róla: „ZAVATKA. Tót falu Sáros Várm. földes Ura Bornemisza Uraság, fekszik Eperjeshez 1 mértföldnyire; határja középszerű.”
Fényes Elek 1851-ben kiadott geográfiai szótárában így ír a faluról: „Zavadka, Sáros v. orosz falu, Ternye fil. 3 romai, 105 g. kath. lak. Ut. p. Eperjes.”
1910-ben 83 szlovák lakosa volt. 1920 előtt Sáros vármegye Kisszebeni járásához tartozott.

## Lásd még
- Gellért
- Zsetek